# Ammouri Mbarek
Ammouri Mbarek (Taroudant, 1951 – Casablanca, 14 febbraio 2015) è stato un cantante berbero con cittadinanza marocchina.

## Biografia
Nacque nel villaggio di Irguiten, vicino a Taroudant. Entra a far parte del gruppo berbero Ousman, che si esibì anche all'Olympia di Parigi, al Palais des beaux-arts de Bruxelles e al Palais d'Hiver a Lione. Dopo lo scioglimento del gruppo, avviò una carriera da solista.
Morì a Casablanca nel 2015.